# Guraleus fossa
Guraleus fossa is een slakkensoort uit de familie van de Mangeliidae. De wetenschappelijke naam van de soort is voor het eerst geldig gepubliceerd in 1954 door Charles Francis Laseron.